# Leptynoptera alagari
Leptynoptera alagari är en insektsart som beskrevs av Miyatake 1971. Leptynoptera alagari ingår i släktet Leptynoptera och familjen Carsidaridae. Inga underarter finns listade i Catalogue of Life.